# Quillacollo (stad)
Quillacollo is de hoofdstad van de provincie Quillacollo in het departement Cochabamba in Bolivia. Quillacollo heeft naar schatting 85.000 inwoners. De meeste inkomsten komen voort uit het toerisme.

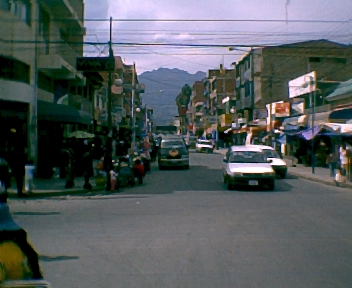
Calle Héroes del Chaco, Quillacollo